# Устоите на Земята
Устоите на Земята (на английски: The Pillars of the Earth) е исторически роман от Кен Фолет, публикуван през 1989 г. Действието се развива през 12 век и обхваща периода между потъването на Белия кораб и убийството на Томас Бекет. Основната тема е построяването на катедралата в Кингсбридж, Англия. Книгата разглежда развитието на готическата архитектура и съдбата на приората Кингсбридж на фона на актуални исторически събития от това време.
Книгата става първият бестселър на Фолет. Тя е посочена под номер 33 в класацията на Би Би Си „Big Read“ от 2003, която има за цел да определи любимата книга на нацията. Фолет публикува продължението със заглавие Свят без край (на английски: World Without End) през 2007.

## Сюжет
Внимание:  Текстът по-долу разкрива сюжета на произведението (или части от него)!
Том Строителя е беден, но уважаван майстор строител, нает за строежа на новата къща на младия аристократ Уилям Хамли, който се надява скоро да се ожени за Алиена, дъщеря на Бартоломю, граф на Шайринг. Когато Алиена го отхвърля, Уилям ядосано прекратява работата по къщата и уволнява Том. През зимата Том и неговото семейство се скитат бездомни, в опити той да намери нова работа. Съпругата му умира в гората при раждането на третото им дете. Том осъзнава, че не може да се грижи за бебето и няма с какво да го нахрани и оставя детето върху гроба на жена си, вземайки другите си две деца Марта и Алфред. На следващия ден срещат Елън и нейния син, Джак, които живеят в гората, криейки се от хората. Алфред започва да мрази Джак, тъй като той е по-умен от него и може да чете и смята. След много препятствия семейството се установява в Кингсбридж, където приорът Филип, глава на местната църква, се надява да построи катедрала.
Неговият брат Франсис е секретар на Робърт от Глостър, извънбрачен син на крал Хенри I. Преди смъртта си Хенри е настоял феодалните барони на Англия (сред тях са Робърт от Глостър, кралският братовчед Стивън от Блоа и Бартоломю, граф на Шайринг) да се закълнат, че ще подкрепят като негов наследник дъщеря му императрица Мод. Въпреки това, когато Хенри умира Стивън предявява претенции към трона. Франсис вярва, че Стивън би имал по-добро отношение към Църквата и когато научава, че неговият господар, полу-братът на Мод и граф Бартоломю планират въстание в нейна подкрепа, моли Филип да намери начин да предупреди Стивън. Тъй като не успява да се срещне с епископа на Кингсбридж, Филип доверява тайната за готвеното въстание на неговия архидякон, амбициозния и коварен Уеърлан Бигод. Отец Уеърлан предлага на сър Пърси, лейди Хамли и техния син Уилям едновременно да направят услуга на Стивън и да си отмъстят за преживяното унижение от отказа на Алиена, като арестуват баща ѝ, граф Батроломю.